# 4837 Bickerton
4837 Bickerton eller 1989 ME är en asteroid i huvudbältet som upptäcktes den 30 juni 1989 av det nyzeeländska astronomparet Pamela M. Kilmartin och Alan C. Gilmore vid Mount John University Observatory. Den är uppkallad efter Alexander W. Bickerton.
Asteroiden har en diameter på ungefär 28 kilometer.